# Cuisine catalane

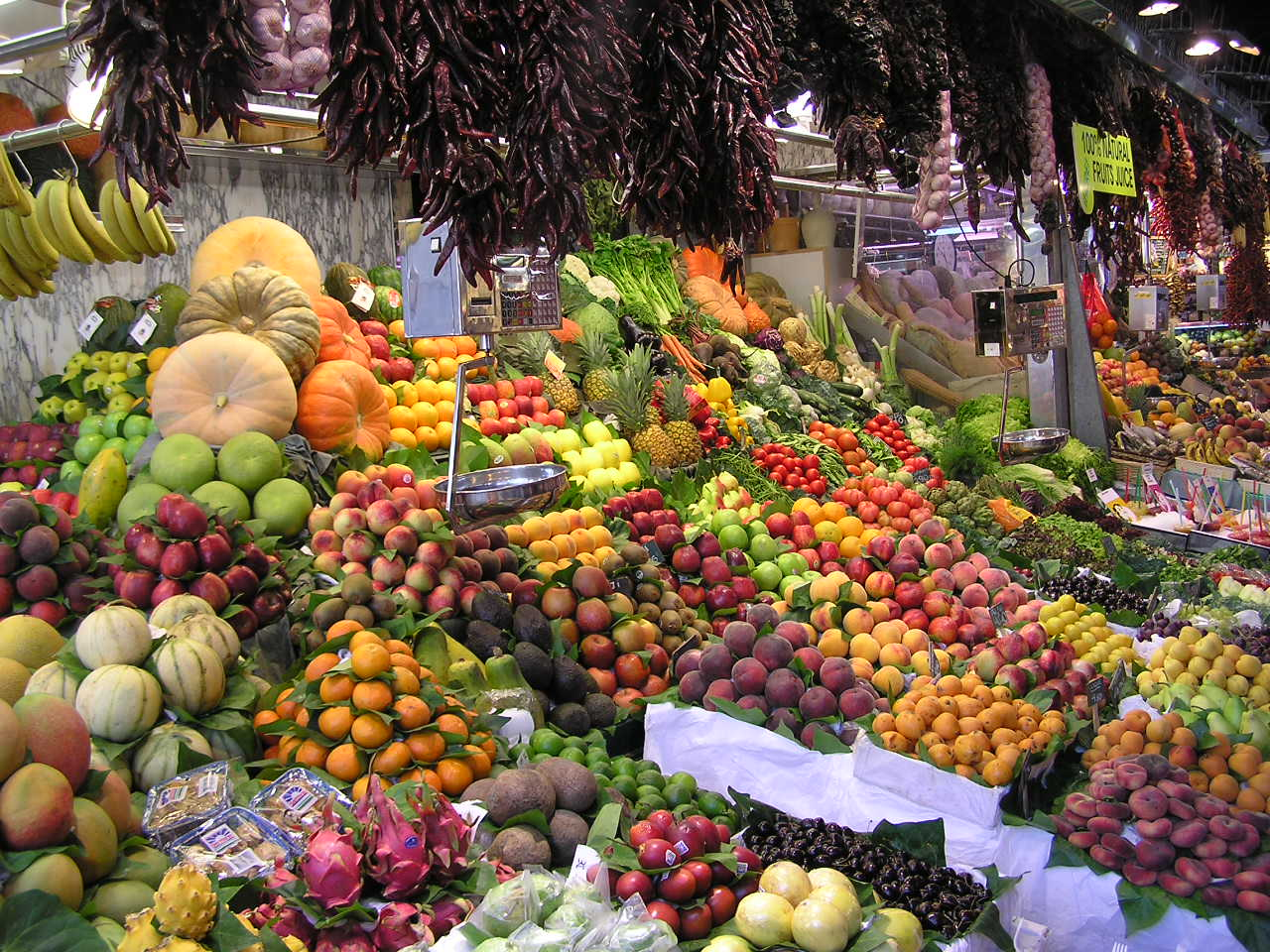
Marché de la Boqueria à Barcelone.

La cuisine catalane est une cuisine méditerranéenne courante en Catalogne, en Catalogne nord et occasionnellement en Andorre. Elle partage les ingrédients des autres pays du bassin méditerranéen, comme les féculents, les légumes frais, les fruits, l'huile d'olive et les fruits de mer.
La cuisine catalane actuelle provient d'une tradition ancienne.

## Histoire
Les Catalans ont pris les légumes secs des soldats romains ; les produits et techniques, notamment en pâtisserie, des Juifs et des Arabes ; les pommes de terre, les tomates, le chocolat et d'autres produits de l'Amérique (par contre aucune technique culinaire américaine), etc.

## Spécialités
Il y a beaucoup de techniques, plats et produits catalans, comme :
- les coques catalanes, froides ou chaudes, sucrées, salées ou sucrées-salées ;
- les mar i muntanya, « mer et montagne », une multitude de plats où on mélange des crustacés avec des viandes, des seiches avec des artichauts, etc. ;
- les plats à base de riz. Les Catalans font cuire tous les ingrédients tour à tour en une poêle ou cassole[3], puis font un sofregit, ajoutent ensuite les divers produits, le riz et un liquide bouillant (bouillon ou eau) pour cuire le tout ensemble. On trouve des variantes de la paella[4], plat originaire des pays valenciens, mais on trouve aussi le riz à la morue, le riz à banda, le rossejat, etc. ;
- la picada est une pâte qu'on pile au mortier et qui est ajoutée aux soupes, sauces et tout genre de plat, presque à la fin de la cuisson, pour améliorer le goût, épaissir et lier la sauce ;
- les espardenyes sont un produit de la mer utilisé dans la cuisine catalane ;
- les calçots sont un type d'oignon cultivé différemment, mangés en calçotades et en plats catalans au quotidien.

Actuellement, les jeunes et les plus créatifs donnent parfois une nouvelle présentation aux plats de toujours, ou ajoutent une nouveauté, mais toujours en respectant les recettes traditionnelles. Les plus connus des cuisiniers catalans sont Ferran Adrià et Carme Ruscalleda.

## Repas catalan

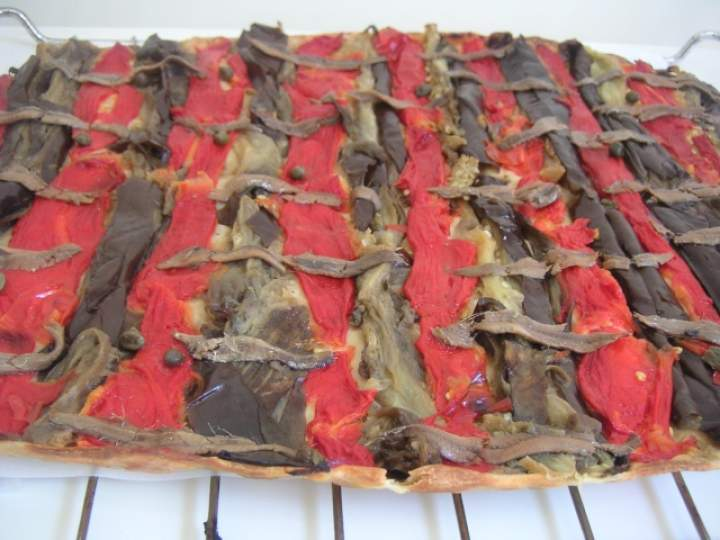
Coca de recapte aux olives et aux anchois.

Dans la culture et cuisine catalane on compte, en général cinq repas par jour :
- le petit déjeuner, café au lait ou lait chocolaté avec une viennoiserie ou avec un petit sandwich, quand on se lève ;
- à environ 11 h, petite pause pour prendre un deuxième café accompagné de quelque chose à croquer ;
- le déjeuner est vers 13 h, autour d'une table ;
- le petit goûter vers 17 h. Les enfants apportent normalement un petit sandwich fait à la maison et le mangent quand ils sortent de l'école ;
- en Catalogne on ne dîne pas avant 20 h, et on peut toujours faire un tour au restaurant à 22 h. De plus en plus, ce repas est plus léger que celui du midi, parfois avec un seul plat et dessert (fruit ou yaourt), mais pas forcément.

Le repas typique catalan n’est pas composé d’entrée et de plat, mais de deux plats de taille égale. D'abord on mange un primer plat composé d'une soupe, d'une salade ou de légumes. Avant, on mangeait aussi les féculents comme primer plat, mais aujourd'hui, il se mange comme plat unique ou après une salade. Puis, on a le segon plat, composé traditionnellement de protéines (œuf, viande ou poisson), accompagné de légumes. Comme dessert, on mange normalement des fruits ou des crèmes, flans ou puddings faits maison.

## Plats

### Poissons et fruits de mer

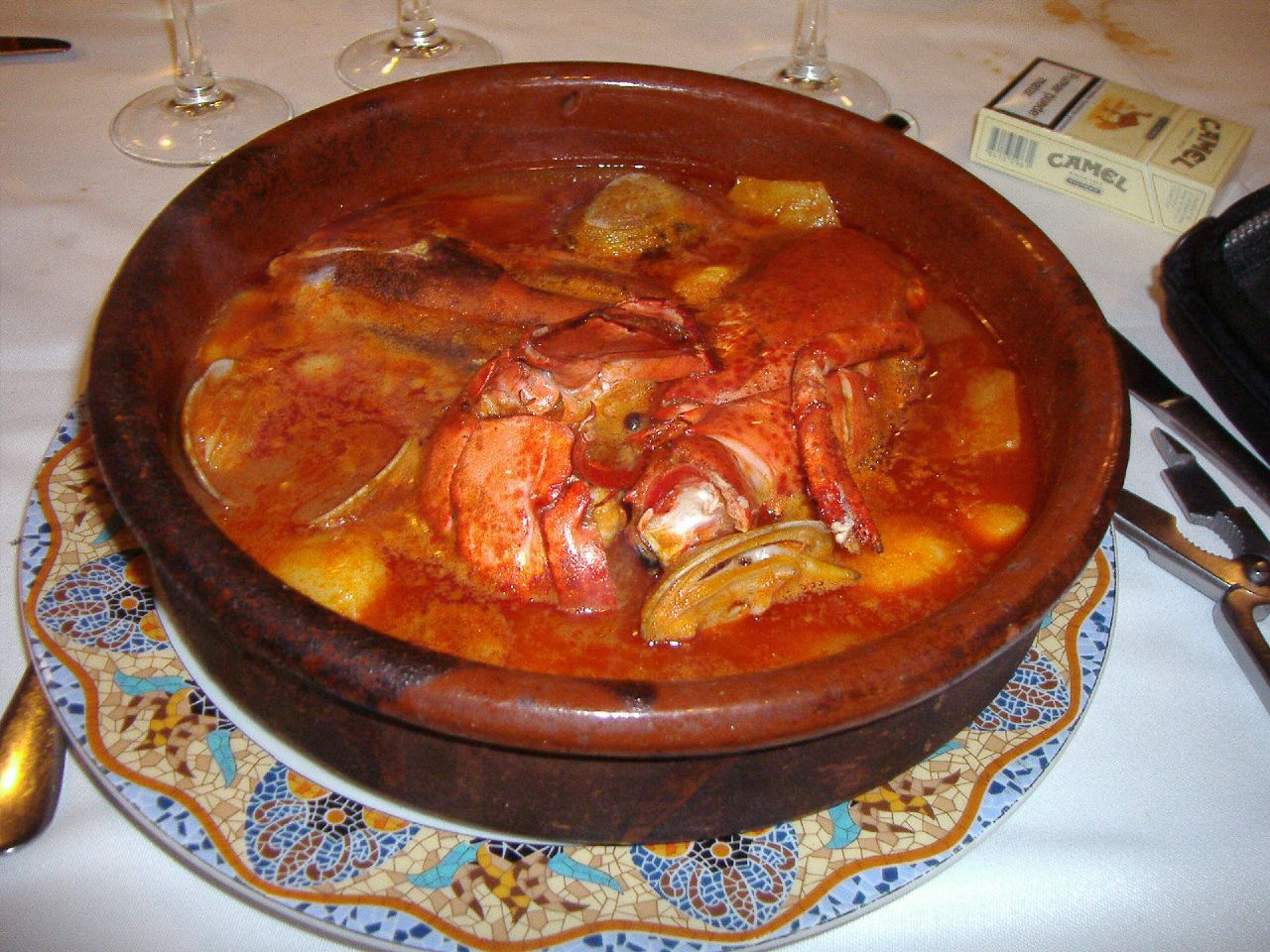
Suquet de peix.

En Catalogne, on mange chaque semaine des crustacés ou des coquillages comme plat principal ou comme complément d'un plat. Il y a des moules et autres coquillages à la plupart des apéritifs ; des fruits de mer divers et des poissons comme entrée et comme tapas, souvent entièrement à base de produits de la mer aux régions maritimes. En général, on mange autant de poisson que de viande, voire plus dans les villages au bord de la mer, dont, au moins deux fois par semaine, un plat avec du poisson gras.
La morue est un autre produit de base de la cuisine catalane, en étant historiquement le seul poisson qui était consommé au centre de la Catalogne ainsi que chez les pauvres. Ce poisson est la vedette de la cuisine de printemps et du carême. On la consomme sous diverses façons : bacalao (en catalan bacallà), « beignets de morue » (bunyols de bacallà) ou encore la brandade de morue qui est un plat typique de la Catalogne et du Golfe du Lion. Le xató, également, est une salade à base de morue, scarole, olives et sauce romesco.
Citons également l'anchois de Collioure et l'anchois de l'Escala, et le suquet de peix dans le sud (ou la bouillinade, bullinada en catalan, dans le nord) qui est le plat du pêcheur, un plat de tous les jours. Une variante locale est la « bouillinade du Barcarès » (que l'on mangeait sans assiette directement sur du pain) et la sarsuela, qui est un plat de fête. Citons aussi le civet de langouste : on utilise les langoustines mais une variante est d'utiliser des gambas.

### Viandes

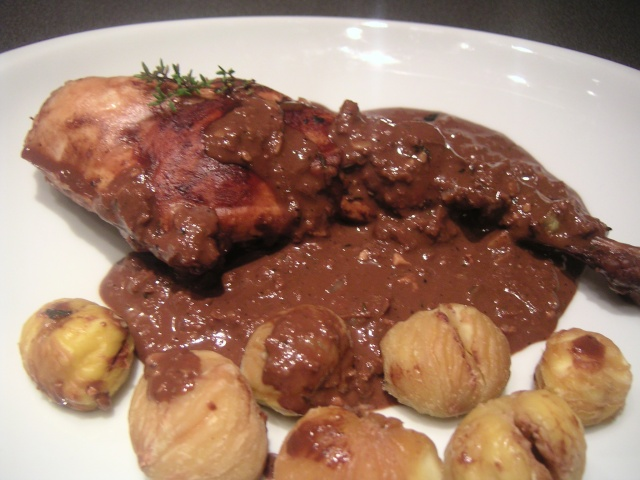
Lapin au chocolat.

Le porc, le lapin et les volailles sont les viandes les plus habituelles, préparées normalement en petits morceaux dans un plat ou cuites à la plancha, sans marinade, ou au four en fines lamelles très cuites. Des petits morceaux de viande ou de charcuteries servent à parfumer certains plats de légumes frais ou secs.
- Boles de picolat ou mandonguilles (boules de hachis)
- Trinchat ou trinxat de la Cerdanya
- Lapin au chocolat
- Poulet aux langoustines
- Fricandó catalan
- Estouffat catalan

### Féculents

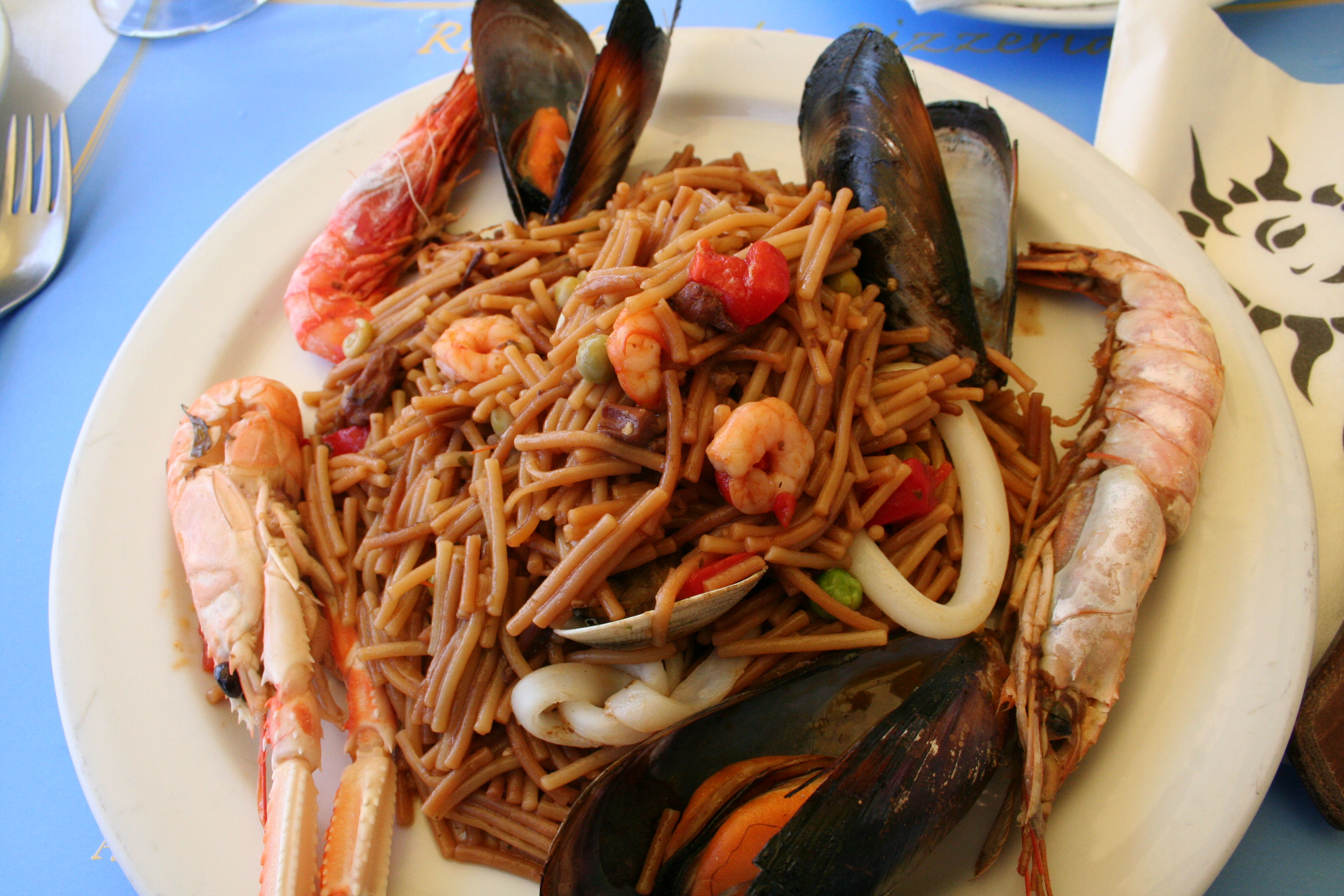
Fideauada ou fideuà.

Le féculent principalement utilisé n'est pas le couscous mais le riz rond et les pâtes. Les Catalans ont leur propre façon de cuisiner les pâtes, comme en une sorte de ragoût, dans la sauce directement, comme à la fideuada (parfois prononcée fideuà) ou aux fideus à la cassola, par exemple, et souvent gratinés au four. La façon de faire les canelons (cannelloni) classiques diffère de celle des voisins italiens. Les pâtes plus traditionnelles sont de type allongé en différentes tailles, typiquement le macarrons (penne), les fideus (macaroni) et les fideus fins (vermicelles type cheveux d'ange).
Le riz rond s'utilise beaucoup en soupe, mélangé avec des lentilles, en plat simple comme le riz à la cubaine mais surtout en plat cuisiné comme la paella. Les Catalans ont beaucoup de normes et d'interdictions sur ces types de plats, par exemple, ne jamais mélanger du riz avec de la charcuterie ni avec du fromage, ce type de plats doit toujours être mangé à midi, etc. On peut citer le riz à la catalane et l'arròs negre.

### Légumes

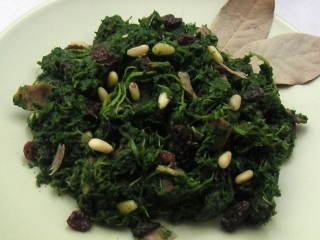
Épinards à la catalane.

La cuisine catalane comporte comme féculents, en plus des pâtes, du riz et des pommes de terre, les légumes secs : pois chiches, lentilles, haricots blancs, fèves, voire les petits pois qu'on mange avec des légumes frais, notamment des tomates, oignons, épinards, etc. en ragoût (faves ofegades), potée (ouillade), comme accompagnement (butifarra amb mongetes seques) ou en salade (empedrat).
Les Catalans mangent souvent des légumes verts cuits qu'on appelle verdura (« verdure ») : épinards, blettes, haricots verts, petits pois, brocoli, etc. ou des salades comme primer plat. Les blettes et les épinards s'utilisent souvent pour farcir d'autres choses ou simplement comme primer plat ou accompagnement, la recette la plus connue est celle des épinards à la catalane.
Les salades catalanes sont à base de tomates, concombres, oignons doux, poivrons, carottes, laitue, radis, olives, câpres. La plupart des coques salées contiennent une quantité très importante de légumes, comme la coca de recapte et la coca de trempó. On fait souvent des plats chauds ou froids avec des légumes frais comme la tomate, l'oignon, l'aubergine, la courgette ou le poivron dont le l'escalivada ou la samfaina. Les oignons tendres, l'ail tendre, les asperges vertes fraîches, la ciboulette, etc. peuvent faire partie de tout genre de plat.
Les champignons se mangent souvent en accompagnement ou incorporés à une farce ou à un plat. On les mange frais en saison et secs hors saison.

### Escargots

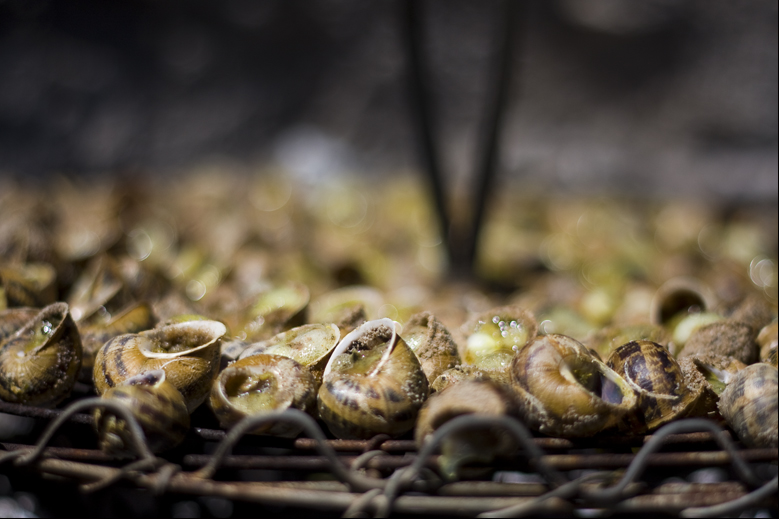
Cargolade.

En Catalogne, on consomme volontiers l'escargot. L'escargot consommé est bien sûr, l'espèce comestible locale, le petit gris (Helix aspersa). Il se mange en sauce, au four, en cassole, en plats composés avec des viandes ou du jambon, en plats à base de riz , etc. La cargolade, plat typiquement catalan, est un plat festif et convivial qui permet de se retrouver en plein air, en famille ou entre amis.

## Condiments et accompagnement
Les condiments utilisés traditionnellement dans la cuisine catalane sont le sel, l'ail, le safran, le chocolat noir, la cannelle en poudre, la nöra, les fruits secs, le persil, le thym et le romarin. La plupart des plats sont servis avec un sofregit composé d'oignons, de tomates et parfois de poivrons rouges ou de poivrons verts doux.

### Huile d'olive
Les Catalans utilisent très rarement du beurre ou de la crème. Ils utilisent plutôt de l'huile d'olive. Pour certaines pâtisseries anciennes, comme l'ensaïmada (spécialité de Majorque ou certaines pâtes à coca, on utilise du saindoux.
En Catalogne, on produit de l'huile d'olive depuis des milliers d'années.

### Sauces

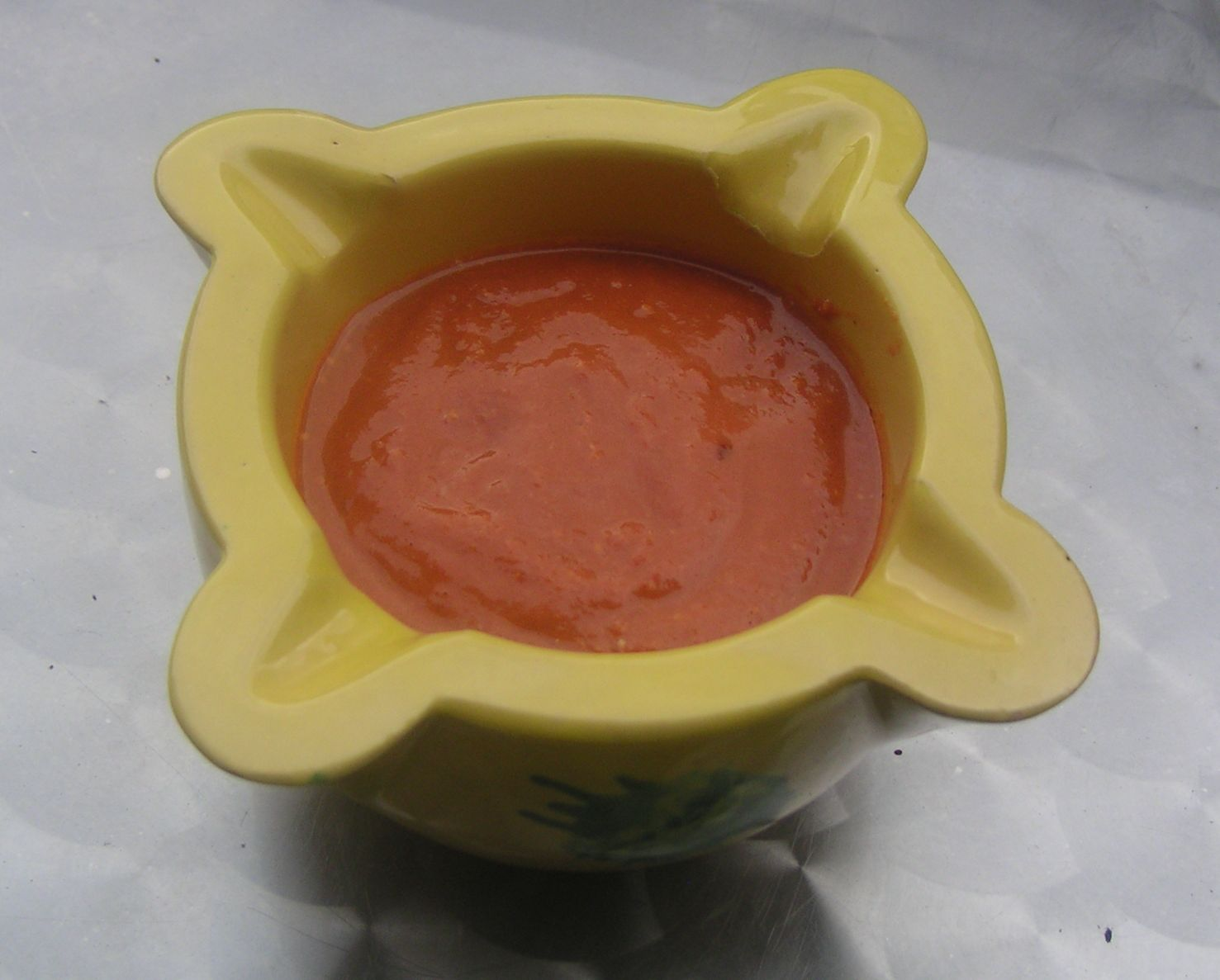
Sauce romesco.

Les Catalans n'ont pas souvent une conception de sauce définie, car on l'intègre à chaque plat, avec les jus des produits, parfois en ajoutant des légumes ou un peu de farine, ou bouillon, etc. Il y a par exemple plusieurs recettes où on utilise de l'huile d'olive et de l'ail émulsionné, comme la morue ab bourrida ou la morue à l'all-i-oli mais il a fallu que les étrangers viennent pour dire que l'all-i-oli est une « sauce »[réf. nécessaire].
Le sofregit est une des bases de la cuisine catalane, faite avec des tomates (d'habitude 250 g par personne) très mûres, râpées, et des oignons râpés ou hachés, revenus dans un peu d'huile d'olive, jusqu'à donner une sauce concentrée et épaisse. C'est une sauce utilisée pour la plupart des ragoûts, des plats à base de riz, des plats de pâtes ou pour accompagner viandes, poissons ou légumes… La recette du sofregit est différente selon le plat, le cuisinier et le jour, parfois il n'y a pas de tomate ou d'oignon ; les proportions peuvent aussi changer, on peut ajouter de l'ail frais, des poivrons (rouge, vert doux, morrón, ñora) hachés, des épices (persil, thym, romarin, safran, piment rouge en poudre, piment oiseau, cannelle) ou une picada. On ajoute toujours un peu de sel, et un peu de sucre s'il y a des tomates pour contrebalancer l'acidité de ces fruits.
- All-i-oli, il y a des variantes où on peut ajouter un coing, une poire, etc.
- Anxovada, à base d'anchois, tomate, ail et pignons de pin.
- Balandra, sauce pour poissons.
- Mahonesa, émulsion d'œuf, huile d'olive, sel et parfois quelques gouttes de jus de citron.
- Olivada, à base d'olives et huile d'olive.
- Picada, toujours intégrée au plat, mais pas servie à table.
- Sauce pour des calçots.
- Sauce romesco.
- Sauce au vin muscat.

## Fromages et charcuteries

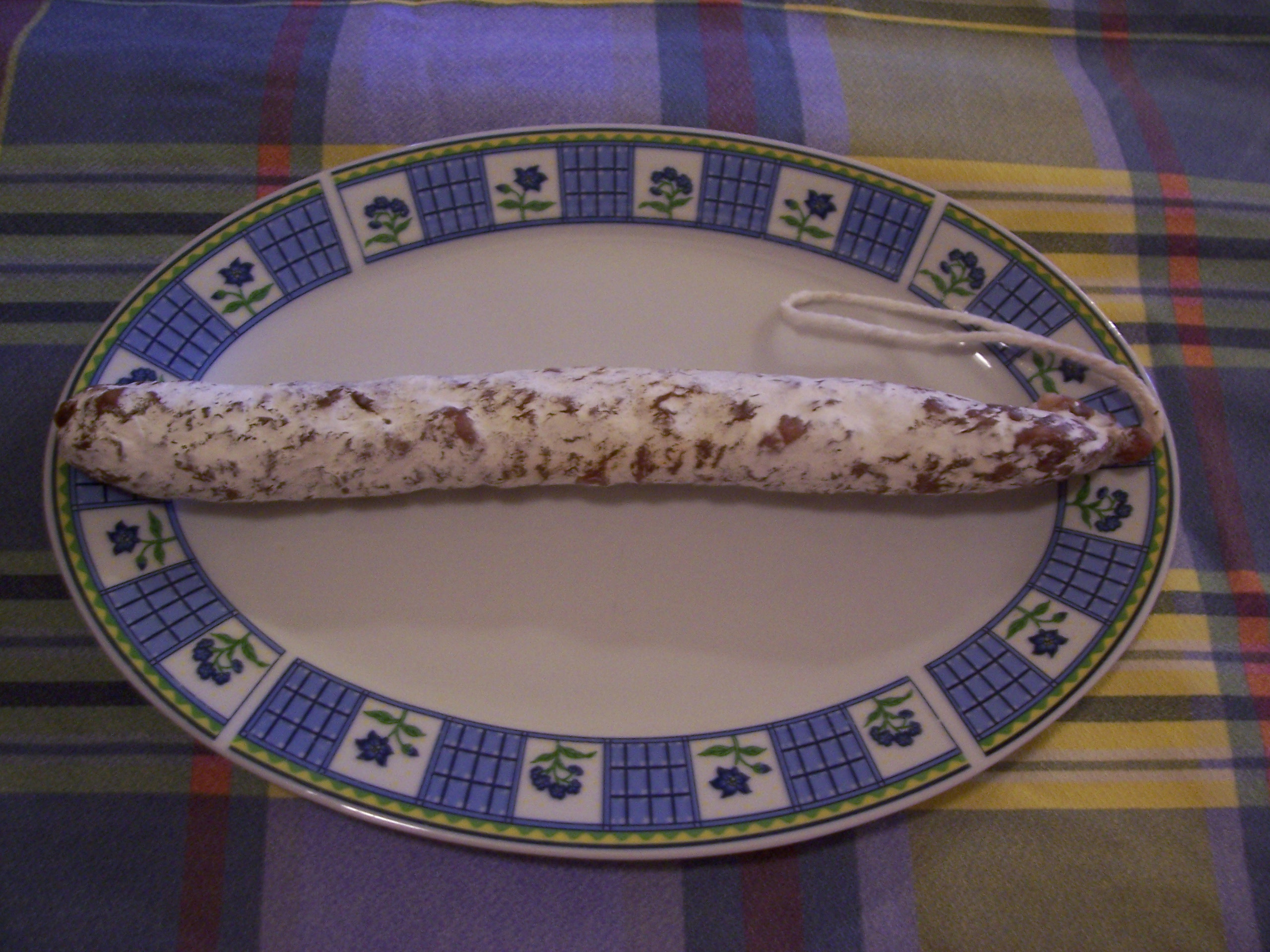
Fuet.

Les Catalans mangent fromages et charcuteries en tapas à l'apéritif, en sandwich ou sur du pain à la tomate. La cuisine catalane comprend toutes sortes de charcuteries, saucisses et terrines très appréciées et d'une grande qualité, comme la saucisse dolça de Gérone, la secallona, la llonganissa, le fouet catalan (fuet), la soubressade, les boutifarres, les bulls, etc.
Le fromage catalan le plus connu est le mató, une sorte de brousse de lait de vache ou de chèvre, mais il y a aussi, par exemple, le vall d'Aràn (vache), le garrotxa (chèvre), le serrat (brevis et vache), le llenguat (vache), le tupí (brebis), le montsec (chèvre), le recuit de brebis ou le torró de formatge (« touron de fromage »), qui est fait dans les Pyrénées avec du lait de brebis. Le mató peut se manger en dessert accompagné de miel tandis que les autres fromages plus vieux et durs peuvent éventuellement être accompagnés de fruits — raisin, poire, pomme — en un dessert simple.

## Desserts

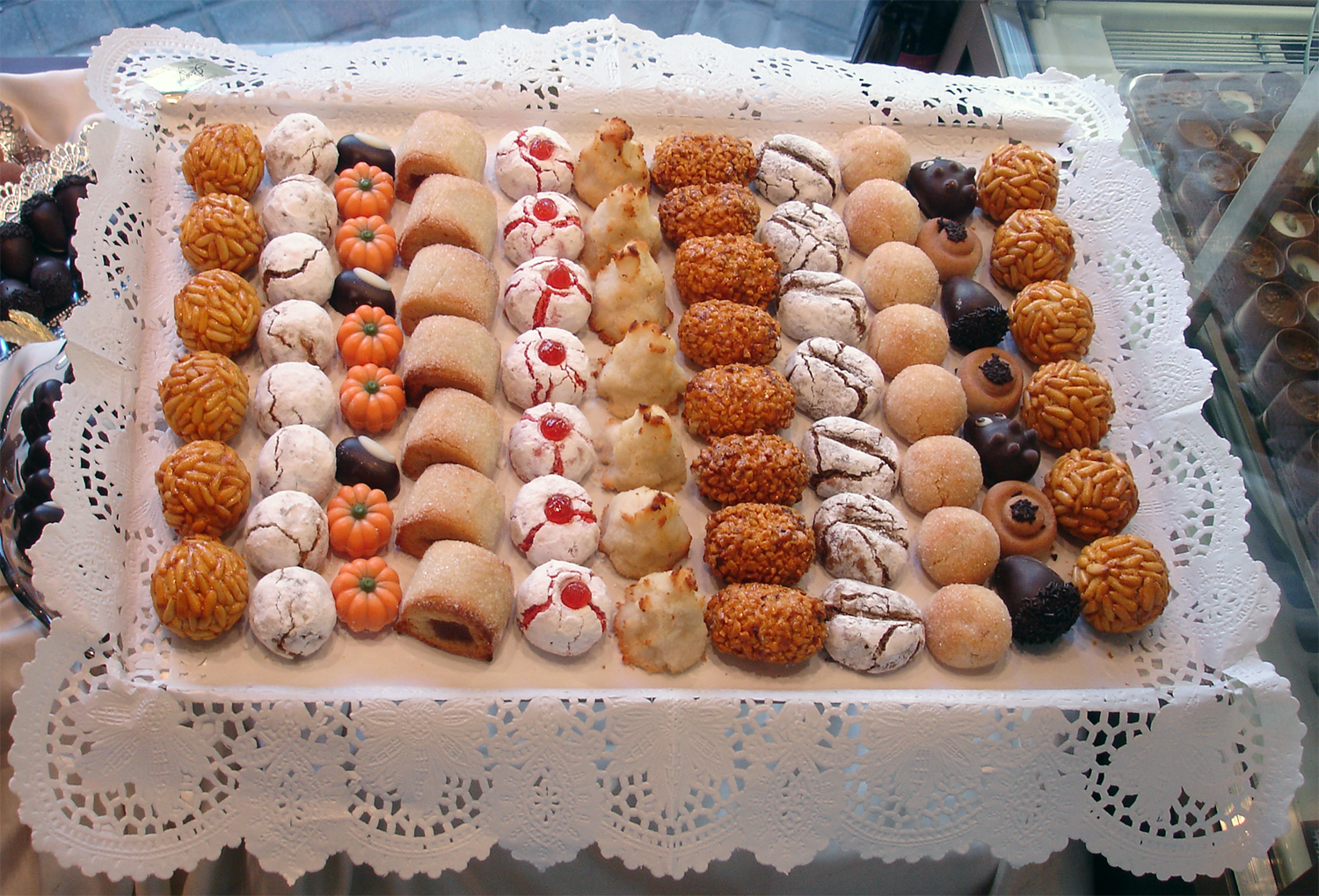
Panellets.

Les desserts traditionnels habituels sont les fruits, le mató (ou mel i mató), ou un peu de pâte de coing avec quelques fruits secs et un soupçon de muscat. Le dimanche, on mange souvent un tortell ou une coca sucrée, ainsi qu'au petit déjeuner ou aux goûters, et toujours les jours de fêtes ou quand il faut recevoir quelqu'un. On trouve des centaines de petits gâteaux, biscuits et mignardises à déguster à n'importe quelle heure.
La crème catalane est utilisée entre autres pour farcir des gâteaux et pâtisseries, pour faire des verrines avec des fruits frais, des coques. Il y a des pâtisseries associées à toutes les fêtes du calendrier, le touron et les neules pour Noël, Le tortell de reis, les bunyetes pour le carnaval, les bunyols de vent au carême, les coques de sant Joan, les panellets de la Toussaint, etc.
- Carquinyolis
- Coca de llanda
- Coca de San Joan[15] (coque de la Saint-Jean)
- Mató de Pedralbes
- Poires de Lleida
- Xuixos
- Rousquilles

## Vins etcava

Vins DO catalans (communauté automne seulement).

En Catalogne, il y a un grand choix de vins rouges, rosés et blancs d'excellent rapport qualité/prix dans toutes les catégories, dont plusieurs parmi les meilleurs au monde. Il y a beaucoup d'AOC catalanes, dont Priorat, Montsant, Penedès, Empordà, etc.
Le vin mousseux produit en Catalogne s'appelle cava. Il a une longue tradition. Le cava est consommé en toutes sortes de rencontres et célébrations et habituellement aux repas, car ce type de vin est considéré comme un vin comme les autres.